# Собор Падуи
Кафедральный собор Падуи (итал. Duomo di Padova), также Собор Успения Девы Марии (итал. Cattedrale di Santa Maria Assunta) — католический собор в городе Падуя, Италия. Кафедральный собор епархии Падуи, памятник архитектуры, освящён во имя Успения Богородицы. Носит почётный статус «малой базилики». С правой стороны к собору примыкает баптистерий XII века, в котором сохранились фрески XIV века. С 2021 года фрески баптистерия включены ЮНЕСКО в Список объектов всемирного наследия в составе фресковых циклов Падуи XIV века
Современное здание — третье соборное здание на этом месте. Первое было построено в IV веке после опубликования Миланского эдикта и было разрушено землетрясением в 1117 году. Собор был заново построен в романском стиле, его внешний вид можно видеть на фресках Джусто де Менабуои в прилегающем к собору баптистерии.
Проект существующего собора в стиле ренессанс был разработан архитекторами Андреа делла Валле и Агостино Ригетто, по некоторым данным — под руководством Микеланджело. Работы начались в 1551 году, однако закончены только в 1754 году, причём главный фасад так и остался недоделанным.
В левом нефе собора находится захоронение святого Грегорио Барбариго, кардинала, дипломата и учёного, канонизированного в 1960 году.